# Escándalo del Türkbank
El escándalo Turkbank fue un escándalo político que tuvo lugar en Turquía en 1998. La prensa destapó un contubernio entre el gobierno turco, el sector privado, y el crimen organizado que llevó a la renuncia del primer ministro Mesut Yılmaz y de su gabinete a principios de 1999. Su nombre procede de la entidad bancaria que se vio inmersa en el escándalo, el banco nacionalizado Türk Ticaret Bankası (TTB), conocido como Türkbank.

## Historia
Establecido como un banco regional por inversores privados con el nombre de Adapazarı İslam Ticaret Bankası en 1913, Türkbank se convirtió en el primer banco privado de Turquía. Tras la crisis financiera turca, que estalló en enero de 1994, y la devaluación de la moneda turca al cien por cien, el banco se tambaleó de manera precipitada. En ese momento contaba con 274 sucursales y empleaba a más de 4.532 trabajadores por todo el país. 
El banco pasó a control de Hacienda en mayo de 1994. Una participación del 84,52 % del banco fue absorbida por el Fondo de Garantía de Depósitos de Ahorros de Turquía (en turco: Tasarruf Mevduatı Sigorta Fonu, TMSF), para su venta en una licitación pública posterior.
El TMSF solicitó una licitación el 4 de mayo de 1998. El 18 de mayo, la policía de Estambul solicitó al Tribunal de Seguridad del Estado (en turco: Devlet Güvenlik Mahkemesi) obtener un permiso para escuchar a escondidas el teléfono móvil del empresario Korkmaz Yiğit durante un mes debido a motivos razonables sobre sus vínculos existentes con el crimen organizado y sus transferencias de dinero.
El 4 de agosto, la empresa constructora de Yiğit, a través de Bank Ekspres, realizó una oferta de 600 millones de dólares estadounidenses por la participación mayoritaria, seguida de 595 millones de dólares de Zorlu Holding que controla Denizbank. Inmediatamente después de la realización del proceso de licitación, la policía notificó a la TMSF por escrito sobre la relación entre Yiğit y el jefe de la mafia Alaattin Çakıcı, y la amenaza de Çakıcı a otros postores de la licitación.
Korkmaz Yiğit (nacido en 1943) era un hombre de negocios por iniciativa propia, propietario de dos bancos, dos periódicos y tres canales de televisión en ese momento, todos adquiridos no hace mucho tiempo. Alaattin Çakıcı (nacido en 1953), exmiembro de la organización ultranacionalista Grey Wolves y una de las principales turbas del inframundo turco, estaba prófugo desde 1992, buscado por varios delitos. Çakıcı tenía conexión con el empresario Erol Evcil, que había intentado comprar Türkbank en 1995.
El 17 de agosto de 1998, Çakıcı fue detenido en Francia a petición de la policía turca y extraditado a Turquía. Fikri Sağlar, diputado del Partido Republicano del Pueblo (CHP) en la oposición y exministro de Cultura, recibió una cinta de grabación por correo el 29 de agosto, que contenía una conversación entre Yiğit y Çakıcı sobre la licitación de Türkbank. El 8 de octubre, Sağlar entregó la cinta de grabación a su amigo Tuncay Özkan, el director de noticias de Kanal D, para que la transmitiera por televisión. Como Kanal D no hizo nada mientras tanto, Sağlar reveló la conversación privada en una conferencia de prensa el 13 de octubre. Luego, la TMSF anuló la licitación para la venta de Türkbank el 15 de octubre de 1998.

## Dimisión del Gobierno Yılmaz
El escándalo se extendió a la política cuando algunas informaciones se filtraron a la opinión pública. Se hizo evidente que el Primer ministro Mesut Yılmaz y el ministro de Estado responsable de Economía Güneş Taner estuvieron involucrados en el escándalo. Taner fue detenido, juzgado y encarcelado, perdiendo todos sus bienes.
En la Asamblea Nacional de Turquía se formó una comisión parlamentaria de investigación. Yılmaz, fue invitado a testificar ante el comité. El Gobierno de Yılmaz fue obligado a dimitir por una moción de censura en 11 de enero de 1999. Tras escuchar a varios políticos y periodistas, la comisión parlamentaria preparó un informe en el que se culpaba a Yılmaz de conspirar para manipular las ofertas de licitación del banco. Sin embargo, el informe se paralizó debido a las Elecciones generales de Turquía de 1999, celebradas el 18 de abril. 
Más tarde, tras las Elecciones generales de Turquía de 2002, celebradas el 3 de noviembre, y el triunfo del Partido Justicia y Desarrollo (AKP) se fueron cerrando los numerosos casos de corrupción abiertos en los juzgados turcos, incluyendo el escándalo Türkbank. El 9 de diciembre de 2002, una comisión parlamentaria formada al efecto escuchó el testimonio de nuevos testigos del proceso de licitación, y se investigaron las acusaciones contra Yılmaz y Taner una vez más. Concluido el informe el 25 de junio de 2004, los miles de páginas del informe acusaban a Yılmaz y Taner de manipulación en la licitación del banco, y recomendaban que se celebrase juicio en el Tribunal Constitucional de Turquía (en turco: Yüce Divan).
El parlamento de la asamblea aceptó el informe por 429 votos a favor del total de 447 presente en el 550-asiento parlamento (276 votos habría sido suficiente) el 13 de julio de 2004. Yılmaz pidió su juicio ante el Tribunal Constitucional independiente. El 23 de julio, el Tribunal Constitucional rechazó la presentación sobre la base de que el caso tiene que ser separados para ambos acusados. El parlamento decidió el 27 de octubre para enviar los dos políticos por separado ante el Tribunal Constitucional. Mesut Yılmaz se convirtió así en el primer primer ministro nunca para enfrentar un juicio en el Tribunal Constitucional de Turquía.
El más alto tribunal resolvió el 23 de junio de 2006 de que en algunas de las alegaciones relativas a su mandato y responsabilidades, Mesut Yılmaz y Güneş Taner eran culpables de manipulación de las licitaciones, según el artículo 765, Sección 205, del Código Penal turco. Sin embargo, tras las sentencias fueron indultados por el presidente, de conformidad con las leyes aplicables.